# Hagetjärnen (Nössemarks socken, Dalsland, vid Gravdalssjön)
Hagetjärnen är en sjö i Dals-Eds kommun i Dalsland och ingår i Göta älvs huvudavrinningsområde. Sjön har en area på 0,213 kvadratkilometer och ligger 154,6 meter över havet. Sjön avvattnas av vattendraget Nolbyälven. Vid provfiske har abborre, gers och gädda fångats i sjön.

## Delavrinningsområde
Hagetjärnen ingår i det delavrinningsområde (656845-127141) som SMHI kallar för Utloppet av Gravdalssjön. Medelhöjden är 171 meter över havet och ytan är 8,02 kvadratkilometer. Det finns inga avrinningsområden uppströms utan avrinningsområdet är högsta punkten. Nolbyälven som avvattnar avrinningsområdet har biflödesordning 4, vilket innebär att vattnet flödar genom totalt 4 vattendrag innan det når havet efter 286 kilometer. Avrinningsområdet består mestadels av skog (78 procent). Avrinningsområdet har 1,57 kvadratkilometer vattenytor vilket ger det en sjöprocent på 19,6 procent.